# Гарі (Грязовецький район)
Га́рі (рос. Гари) — присілок у складі Грязовецького району Вологодської області, Росія. Входить до складу Перцевського сільського поселення.

## Населення
Населення — 21 особа (2010; 39 у 2002).
Національний склад (станом на 2002 рік):
- росіяни — 95 %